# サンプラザ中野くん
サンプラザ中野くん（サンプラザ なかのくん、1960年〈昭和35年〉8月15日 - ）は、日本のミュージシャン、作家。アミューズ所属。「山口のばら」名義で作詞も行っている。身長181cm、体重74kg。血液型はB型。スキンヘッドとサングラスがトレードマーク。本名：中野裕貴。
山梨県甲府市生まれ、千葉県流山市育ち。千葉県立東葛飾高等学校卒業、早稲田大学政治経済学部政治学科除籍。2008年1月15日、日本テレビ系列『踊る!さんま御殿!!』にて、芸名を「サンプラザ中野」から、「サンプラザ中野くん」へ変えたことを発表した。

## 来歴
山梨県甲府市生まれ。山梨英和幼稚園に通う。5歳の時に千葉県市川市に転居、小学3年時に流山市立八木南小学校に転入。流山市立南部中学校卒業後、千葉県立東葛飾高等学校でパッパラー河合と出会う。早稲田大学在学中の1980年に、河合を含む同校OB数名が結成したスーパースランプに参加。アマチュアバンドのコンテストであるヤマハ・イーストウェストに出場し、常識破りのパフォーマンスなどが高評価を得た。このときの会場が東京都中野区にある中野サンプラザであったことにちなみ、本名が中野であることと掛けて芸名が決定された。中野サンプラザはPRになるとして名称の使用を許可している。
1982年、同じくイーストウェストに出場していた爆風銃（バップガン）のドラマーであったファンキー末吉の勧誘を受け、パッパラー河合とともにスーパースランプを脱退、爆風スランプを結成する。以降、爆風スランプのフロントマン、ボーカリストおよび作詞担当として活動した。
爆風スランプの知名度が高まるとともに、中野個人のパフォーマンスや話術も注目され、『サンプラザ中野のオールナイトニッポン』などのパーソナリティや雑誌連載も担当した。またこの頃、河合とともにフォークユニット「The花びら」を結成し、爆風スランプと並行して活動した。
1992年、『テンペスト』というボードゲームを考案し、エポック社から発売した。これは4人同時対戦ができるリバーシゲームで、箱には「考案者」として中野の写真が印刷されている。
1998年から1999年にかけ、河合とともに女性デュオ・YURIMARIのほぼ全曲の楽曲提供をした。
1999年に爆風スランプが活動を休止すると、かつてのバンド名を冠した新ユニット、スーパースランプを河合とともに結成した。また、株取引に傾倒し、雑誌連載記事や入門書の執筆、経済番組への出演なども行う。その他、自身のダイエット成果を記述した健康に関する本も執筆した（ダイエットに関しては、本を出版した際の記者会見で更年期障害にかかっていたことを告白した。男性でも更年期障害があることが世間に知られたことで話題となった）。
2001年、NHK全国学校音楽コンクール小学校の部の課題曲「ロボット」の作詞を担当した（福田和禾子作曲）。
ラジオのパーソナリティや各種の雑誌連載・小説の執筆など、多方面で才能を発揮している。また、前述の株式関連のほかに、外為どっとコムのホームページ内で外国為替証拠金取引関連のブログを執筆している。外為投資のセオリーを無視した投資スタイルは、役立つ情報を提供するとともに閲覧者参加型のブログとして成り立っている。外為投資では下落相場でトレンドの波に乗るという投資の基本が着実に身につき、2007年秋に黒字転換してからはそれなりの成績を残していたが、評価残高の乱高下が激しく資金管理の面では初心者の域を脱しきれず、一時期元手の倍以上に増やした資金の大半を2008年8月から9月のわずか2か月間で失ってしまった。
2006年8月26日・27日、所属事務所の先輩であるサザンオールスターズの桑田佳祐の呼びかけに応え、『THE 夢人島 Fes.2006』に参加。
2006年9月、地元・柏エリアの後輩アーティスト育成のための音楽レーベル“柏兄弟”（外部リンク参照）を設立。プロデューサーとしても活動する。
2007年、テレビ東京アニメ「本マグロトロ太郎」の原案・監督・脚本・キャラクターデザイン・声の出演・歌と作品ほぼ全てに関わっている。
2011年から高橋尚子杯ぎふ清流ハーフマラソンのマラソンEXPOライブに連続出演しており、2014年からは大会公式テーマソング「We Love RUNNER」も作詞し当大会限定で歌唱している。
2013年、静岡県立駿河総合高等学校が開校し校歌の作曲を担当。
2014年、静岡県立天竜高等学校校歌の作曲を担当。
2015年、バイきんぐの小峠英二とユニット「坊坊主（ボーボーズ）」を結成し、8月26日にアルバム「励ます」をリリース。
2018年、昭和63年に発売し大ヒットしたRunnerを原曲から30年の節目となる平成30年に編曲し新録したRunner(平成30年Ver.) のソロアルバム発売とともにマラソン界の瀬古利彦氏、増田明美氏、飯塚翔太選手がサンプラザ中野くんYouTubeチャンネルのMVに出演している。
2020年からコロナ禍での自粛生活において鼻笛（ノーズフルート）の演奏、ウクレレ弾き語りを不定期に配信している。鼻笛は2020年9月に開催された自身の還暦記念公演やYouTubeチャンネル「サンちゃんねる」でも歌とともに演奏を披露した。
2023年4月3日、中野が平日の朝に行っているチベット体操125モーニングルーティンをメインにDMMオンラインサロン「サンプラザ中野くんオンラインサロン〜俺のいうことを信じるな！」を開設した。
2025年　TikTokにて毎朝6：15から　般若心経配信している

## 人物
- 私生活では離婚を経験し、前妻との間に娘が1人いた。娘の名前は爆風スランプのデビューアルバム『よい』から「よい子」と名付けた[注 2][7][8]。2019年、長年同棲していた女性と再婚した[7][8]。
- 千葉県立東葛飾高等学校では、陸上競技部に所属（種目はやり投げ）。現役時に5校ほど大学を受験し、早稲田大学社会科学部に合格したが志望校には受からず浪人する。当時交際していた恋人に「努力しない人は嫌い」と言われフラれ、一浪を経て1980年に早稲田大学政治経済学部政治学科に合格。彼女とは交際を再開したが、バンドにのめりこみ、1年半後にまたフラれた。大学には8年間在籍したが、その間に早稲田大学を卒業できず、1988年に除籍される。なお、一部では卒業と記載されたプロフィールが見られるが、誤りである。
  - 『ザ・ベストテン』に出演した際には「8年行って立派に辞めました」と発言している。
  - 『クイズ$ミリオネア』でみのもんたにも言われたように、「優秀な成績で除籍」という表現が多い。
  - 『クイズ!ヘキサゴン』のトークでも語っている。
  - 『サンプラザ中野のオールナイトニッポン』で高石ともやの「受験生ブルース」を流した際、「8年も行ってる大学生」という歌詞に反応して「悪かったな!」と毒づいたことがある。
- スキンヘッドになったのは、バンドを始めたばかりの頃、とあるコンテストに応募した際のミーティングの席で他のメンバーに「俺たちは音楽的にはバッチリだから、後はボーカルのビジュアルじゃないか?」「どうだろう? 中野が頭を剃るっていうのは?」と提案されたことがきっかけである。最初はさすがにためらったが「みんなが1000円ずつくれたらいいよ」と言ってしまった。渋谷屋根裏でのライヴでスキンヘッドデビューをし、それ以来ずっとスキンヘッドにしているという。
- サングラスを外した姿をほとんど見せない。かつて『史上最強のメガヒットカラオケBEST100 完璧に歌って1000万円!!』に出場した際、得点表示するカラオケ機械が一定以下の点数しか示さなかったときは罰として天井からの水をかぶる企画で、歌う前に「水をかぶった際にはモザイクでお願いします」と言ったほどである。またYouTubeのチャンネル動画でもサングラスを外した際にサングラスを模したモザイクがかかっている。ただし、デビュー当時は「たいやきやいた」の歌唱の際にサングラスを外し、アフロヘアーのかつらをかぶった姿で歌ったり、その後も時折ライブでのパフォーマンスとしてサングラスを一瞬外すこともあった。なお、ブレイク時より「極度の近眼」と語り、サングラスにも相当の“度”を入れているとのこと。
- アルフィーの坂崎幸之助と顔が似ており、『サンプラザ中野のオールナイトニッポン』で二人の素顔の比較を行った。その時ゲスト出演した坂崎以外のアルフィーのメンバーとパッパラー河合によると、とにかく目が似ているとのこと。『夜のヒットスタジオ』でも同様の企画が試みられており、当初は中野がメガネをかけ、坂崎の髪型（当時坂崎はカーリーヘアだった）に似せたカツラをかぶることになったが、このとき中野は「事務所に怒られる」と言ってあわててサングラスに戻している。サングラスを外さないことは周知の不文律となっている。
- 平沢進が率いたテクノポップバンド「P-MODEL」の初期時代からファンであり、「清志郎師匠の初ライブを観て、それから2年後。俺はP-MODELのファンとなった。P-MODELはニューウェイブ・テクノないかすバンドだった。彼らのライブを観に一橋大学の学園祭に行った。対バンはRCサクセションだった。」と語っている[9]。また、P-MODELの影響を受けて音楽業界に来たと語っている[10]。
- 阪神ファンとして知られている。一時期『おはよう朝日です』にもレギュラー出演し、2003年に阪神タイガースがセ・リーグ制覇した当日深夜に放送された優勝特番にも出演した。この年のマジック点灯時に「We Love 阪神タイガース！ 〜生まれたときから虎だった〜」を発売。2004年の球界再編問題ではプロ野球選手が歌う白いボールのファンタジーに参加している（収録されたCDは当時球場で配られたもので非売品）。2010年にも「野球狂〜拝啓タイガース様〜」、六甲おろしを歌唱している[11]。2022年6月17日のトラフェスvol.1では阪神甲子園球場にて試合前にRunnerを歌唱、スターティングメンバー紹介、タイガース勝利後にはトラフェス特別バージョンの六甲おろしをグラウンドで歌唱した[12]。2023年、38年ぶりとなる阪神タイガース日本一に。『サンちゃんとっても、うれＰーーーー！！』と38年前に流行らせた自身のおかＰ語で喜びのコメントを寄せた[13][14]。2025年7月16日、阪神タイガースのウル虎の夏2025イベント特別ゲストとして阪神甲子園球場のファーストピッチセレモニーに登場した。[15]
- 2025年4月2日にエスコンフィールドHOKKAIDOで行われた北海道日本ハムファイターズ開幕セレモニーで「大きな玉ねぎの下で（エスコンフィールドHOKKAIDO ver.）」・「Runner」を歌い「世界で一番好きな野球選手は新庄剛志さんです！！」「今年も素晴らしい戦いをよろしくお願いします！！」とエールを届けた。[16] [17]
- 仕事で東阪移動が頻繁になった際に飛行機を多用していたことからANAマイレージクラブの上級会員となっており、スーパーフライヤーズカードも所有している。上級会員資格に必要な査定ポイントが不足すると判明したときに、純粋に飛行機に搭乗するだけといういわゆるマイル修行を行っていたことも明らかにした[18]。また、社名や商品名こそ出さなかったものの、ANAのルートきっぷ（当時）を利用して八丈島を周遊し、スーパーフライヤーズカードを入手する話も自身のコラムで執筆していた。
- 愛車は、1997年〜スバル・インプレッサ、2015年〜スバル・レヴォーグ、2017年〜スバル・XV、2020年末〜スバル・レヴォーグGT EX、2023年末〜スバル・レヴォーグレイバックと、スバル車をこよなく愛する「スバリスト」である[19]。自身のYouTubeチャンネルでもスバル・レヴォーグGT EXの走行動画を複数回公開している。
- 環境問題などにも関心が高い。TOTOが2017年を目処にCO2を50%削減させるキャンペーンの一環として行った、バイオ燃料で走行する改造三輪バイク「トイレバイク ネオ」の活動に興味を示し、2011年11月、応援ソング「トイレバイクネオ OH! OH!」を提供した[20]。

### 健康
- 西式健康法を中核とした甲田光雄の健康法に傾倒しており、4カ月で20kgやせたと著書で述べているほか[21]、甲田との共著も出版している[22]。2007年8月には大学時代の後輩でもある元聖飢魔IIのデーモン閣下の紹介で『笑っていいとも!』の「テレフォンショッキング」に出演した際、最近肉類をほとんど口にせず、ベジタリアンであることを明かした。現在はヴィーガンである。「ヴィーガンというベジタリアンの状態に入ってから半年後に気づいたんですけど、精神が落ち込まないんですよ」と[23]。毎週月曜夜に中野はX（旧Twitter）スペース「ミートフリーマンデー」のホストをしている。
- 山梨県でいつ頃まで過ごしたのかは公表されていないが、テレビ朝日系『たけしの健康エンターテインメント!みんなの家庭の医学』には、山梨県出身の芸能人として出演し、同県民の風習と特定の病気が少ないこととの関連について解説した。
- https://www.tiktok.com/@sunplazanakanokun/live　毎朝

## 芸名
- 2006年10月16日、テレビ朝日のニュース番組『ワイド!スクランブル』の初出演時に「コメンテーターとして出演する際には『サンプラザ・ホメオパス・中野』とします」と公言し、以後も文化人としての活動にその名義を使用しており、著書もある（『平和なカラダ』ISBN 978-4877585112）。ホメオパスとはホメオパシーを行う者のことで、中野は4年をかけ免許を取得したという[24]。
- 2008年1月13日、千葉県流山市の成人式にて、芸名を「サンプラザ中野くん」にすることを先駆けて発表。2008年1月15日に日本テレビ系列で放送した『踊る!さんま御殿!!』内で芸名変更を正式に発表した[25][26]。友人から「改名して2画増やしたほうがいい」とのアドバイスを受け、その友人から候補として送られてきたのが「サンプラザ中野くん」で、本人がこれを面白がり採用した[27]。この「サンプラザ中野くん」名義は『ファイテンション☆スクール』では芸名変更発表以前から使用していた。この9文字が芸名なので、敬称を付けると「サンプラザ中野くんさん」になる。このためマスメディアでも彼のことを「爆風スランプのサンプラザ中野くんさんが〜」と報道する。2008年6月15日放送の『熱血!平成教育学院』に出演した際、この番組ではパネリストは君付けで呼ばれるため「サンプラザ中野くん君」と呼ばれていた。本人は、敬称を付けず『サンプラザ中野くん』と呼び捨てにしてほしい、とTwitter等で発言している[28]。
- 2023年7月2日、中野サンプラザ施設の最終日に行われたクロージングセレモニーに同施設を芸名の由来とする中野が花束を持って登場した[29][30]。

## ディスコグラフィ

### アルバム
| 発売日         | タイトル                                | 規格品番                              | 収録曲 | レーベル             | 備考                                                                                           |
| -------------- | --------------------------------------- | ------------------------------------- | --- | -------------------- | ---------------------------------------------------------------------------------------------- |
| 2007年7月11日  | 3rd LOVE/The Best Ballads               | AZCL-10007                            | 1. 交差点 2. 3rd LOVE 3. 大きな玉ねぎの下で 4. 花のように 5. 埋没した恋心 6. 恋の終わりはいつも 7. ラストシーン | Aer-born             | 「サンプラザ中野/B」名義                                                                       |
| 2011年12月21日 | 爆宴〜コールアンセム                    | FLLM-008                              | 1. 爆宴虹花火〜日本から世界へなう〜 2. 残酷な天使のテーゼ 3. 創聖のアクエリオン 4. ゲゲゲの鬼太郎 5. リアルジョー 6. ヤマトナデシコ乙女組 7. Bye Byeパラガール 8. Koi-Wazurai〜夏とか冬とか〜 9. ギリギリ 10. Akai-Ito 11. パラ・ホリ(para para holic) 12. Runner 13. 神話 14. メグメグ☆ファイアーエンドレスナイト | Full Moon            | 「サンプラザ中野くん feat.DJよっしー」名義                                                     |
| 2012年3月7日   | 歌うパワースポット 〜セドナ・ハワイ編〜 | TFCC-86377                            | 1. Runner 2. 神話 3. Interlude -Four Directions Song of the Great Lakes- 4. Shiawase 〜for TERRA〜 5. Interlude -Sound of wave in Hawaii- 6. 旅人よ〜The Longest Journey 7. 大きな玉ねぎの下で 8. stargazer〜Eagle song                                                                                            | トイズファクトリー   |                                                                                                |
| 2015年8月26日  | 励ます                                  | TECI-1464:初回限定盤 TECI-1465:通常盤 | 1. 励メタル 2. 坊主 & Girls 3. DREAMER 4. 坊坊主の親父の小言 5. 坊坊主のテーマ 6. 天使の涙 7. RUNNER -30th ANNIVERSARY Ver.- 8. 東京CALLING 9. 結婚の約束果たせなかった彼 10. 駅前には中野サンプラザ | インペリアルレコード | 「坊坊主」名義                                                                                 |
| 2018年4月11日  | Runner                                  | UPCH-7406:初回限定盤 UPCH-2157:通常盤 | 1. Runner（平成30年 Ver.） - YouTube 2. 神話（2018 Ver.） 3. さよなら文明（2018 Ver.） 4. Song for Mr. Tokyo Shock Boy 5. 愛してるよ 6. Runner（平成30年 Ver.）[Original Karaoke] | ユニバーサルJ        | 「サンプラザ中野くん」名義 オリコン最高161位                                                   |
| 2019年6月5日   | 大きな玉ねぎの下で                      | ASCU-6105                             | 1. 大きな玉ねぎの下で(令和元年 Ver.) 2. 月光(2019 Ver.) 3. 岡本と友だち(感動∞無限大) 4. 女王様物語(QUEEN サンプラザ中野くん直訳 アコースティック Ver.) 5. 日光 6. 大きな玉ねぎの下で(令和元年 Ver.)[Original Karaoke]                                                                                              | アミューズ           | オリコン最高230位                                                                              |
| 2020年4月29日  | 感謝還暦                                | ASCU-6108                             | 1. 無理だ!決定盤(令和 Ver.)第一章 2. 涙2(2020 青春 Ver.) 3. 45歳の地図(還暦 Ver.) 4. 中野サンプラザよ 5. 感謝還暦 6. 無理だ!決定盤(令和 Ver.)第三章 7. 無理だ!決定盤(令和 Ver.)第二章 | アミューズ           | オリコン最高147位、涙2(2020 青春 Ver.) 千葉テレビ「シャキット！」2020年4月度エンディングテーマ |
| 2021年11月10日 | 旅人よ〜The Longest Journey             | ASCU-6113:CD+DVD                      | 1. 旅人よ〜The Longest Journey(25th Anniversary Version) 旅人よ〜The Longest Journey(25th Anniversary Version) - YouTube 2. 音大生恋物語 3. リモ・ラバ –Remote Lovers- 4. いつか逆転(10回表Ver.) 5. リモ・ラバ(クルアウモエVer.) 6. 旅人よ〜The Longest Journey(25th Anniversary Version) [Original Karaoke]       | アミューズ           | DVDは2020年9月26日「感謝還暦」中野サンプラザ公演を収録                                         |

### シングル
| 発売日         | タイトル                                              | 規格品番                  | レーベル         | 備考 |
| -------------- | ----------------------------------------------------- | ------------------------- | ---------------- | --- |
| 1991年9月1日   | これが青春だ                                          | SRDL-3361                 | Sony Records     | パッパラー河合と組んだ「The 花びら」名義。布施明のカバー エースコック「スーパーカップ」CMソング、C/Wは「たにしの留守番」 |
| 2003年8月20日  | We Love 阪神タイガース！ 〜生まれたときから虎だった〜 | SECL-0313:CD SECL-27:CCCD | SME Records      | 「サンプラザ中野＆ハッピーモーニング」名義                                                                               |
| 2004年10月20日 | アメリカ君 2004                                       | VCCM-1006                 | MS Entertainment | 「バイクユアーズとサンプラザ中野」名義                                                                                   |
| 2006年10月25日 | 太陽は燃えている:カシワレイソルノウタ                 | MSCK-1                    | MS Record        | 「サンプラザ中野とパッパラー河合」名義                                                                                   |
| 2007年8月22日  | よさこいランナー                                      | CPCD-2006                 | CICADA PEAKS     | 「サンプラザ中野,ファンキー末吉」名義                                                                                    |
| 2010年9月22日  | 野球狂〜拝啓タイガース様〜／六甲おろし                | COCA-16412                | 日本コロムビア   | |
| 2017年6月9日   | 愛してるよ（仮）                                      | SNK-1001                  | アミューズ       | |

### 配信限定シングル
| 発売日         | タイトル                   | レーベル                   | 備考 |
| -------------- | -------------------------- | -------------------------- | --- |
| 2011年2月20日  | ONE for ONE 〜#ippyoの歌〜 | mmclub                     | サンプラザ中野くんwith向谷倶楽部 |
| 2011年3月22日  | TOMOSHIBI -地震が来たら-   | mmclub                     | 世界数カ国語でも配信中 |
| 2014年4月23日  | We Love RUNNER             | mmclub                     | 「高橋尚子杯ぎふ清流ハーフマラソン」公式テーマソング。 レコーディング風景をニコニコ生放送で配信された                                             |
| 2015年2月4日   | フンドシたまらンナー       | JAPAN FUNDOSHI ASSOCIATION | サンプラザ中野くん＋ETERNAL JOURNEY名義。日本ふんどし協会公式応援ソング。iTunes、レコチョク配信。作詞作曲：サンプラザ中野くん、編曲：ジミー岩崎。 |
| 2019年10月23日 | ホノルル♡ラブラン          | アミューズ                 | JALホノルルマラソン2019オフィシャルソング |
| 2021年6月23日  | リモ♡ラバ -Remote Lovers-  | アミューズ                 | |

### 参加作品
| 発売日                 | タイトル                                                                         | 収録曲 |
| ---------------------- | -------------------------------------------------------------------------------- | --- |
| 1988年                 | PEACE BIRDS '88 ALL STARS名義「君を守りたい」（'88）／ 「WOW WOW WOW」（'87）    | 君を守りたい / WOW WOW WOW (HIROSHIMA '88)                                                                                     |
| 2004年                 | 白いボールのファンタジー                                                         | 白いボールのファンタジー /日本プロ野球選手会公認CD - 非売品 -                                                                  |
| 2007年11月28日         | Jingle All the Way!                                                              | ジングルベル 〜サンタさんとトナカイさん〜                                                                                      |
| 2008年12月17日         | 手紙日和                                                                         | 大きな玉ねぎの下で / サンプラザ中野/B                                                                                          |
| 2008年                 | 映画「今日という日が最後なら、」エンディングテーマ歌唱                           | Ippozutsu/ サンプラザ中野くん                                                                                                  |
| 2009年6月3日           | hamzhum『IN ASIA』                                                               | CJD "KATARIBE" サンプラザ中野くん Feat.我那覇 美奈 SHOKUIKU〜食育〜 "KATARIBE" サンプラザ中野くん                              |
| 2009年6月3日           | 9LoveJ,DJよっしー『Dancemania presents 夏物語2009 Supported By 9LoveJ』          | Bye Bye パラガール (Trance Mix) サンプラザ中野くんFeat.DJよっしー Koi-Wazurai〜夏とか冬とか〜サンプラザ中野くんFeat.DJよっしー |
| 2009年11月4日          | コロちゃんパック はっけん たいけん だいすき! しまじろう パクパク グルメ〜ン      | ころころ おにぎり しまじろう                                                                                                   |
| 2010年6月2日           | 音魂! 100人のロック・ソーラン ロック民謡 スーパー・ベスト                        | 100人のロック・ソーラン 【北海道】                                                                                             |
| 2010年6月30日          | しまじろうヘソカ みんなあつまれ! 〜ハッピー・ジャムジャム (HE SO KA バージョン)  | ころころ おにぎり しまじろう                                                                                                   |
| 2011年5月25日          | Let's try again                                                                  | Let's try again |
| 2011年7月11日〜8月31日 | JAPAN FM NETWORKラヂオえほん ゴ・ゴ・ゴリラ                                      | ゴ・ゴ・ゴリラ |
| 2013年4月17日          | Mプロジェクト『みんなの声〜若いってすばらしい〜』                                | PIECE OF MY WISH |
| 2015年3月5日           | DJ-g3『IN THE RAIN feat.サンプラザ中野くん』                                     | IN THE RAIN feat.サンプラザ中野くん                                                                                            |
| 2015年11月30日         | DJ-g3『On My Way feat.サンプラザ中野くん』                                       | On My Way feat.サンプラザ中野くん                                                                                              |
| 2021年2月15日          | LIVE EMPOWER CHILDREN                                                            | My Hero〜奇跡の唄〜 |
| 2021年11月10日         | ※ヘンリー片岡＆クロコダイル・カンパニー名義 あんたのせいだよ／コロナに負けるな！ | あんたのせいだよ／コロナに負けるな！                                                                                           |

## 作詞
| 発売日         | タイトル | 収録曲 | 備考 |
| -------------- | --- | --- | --- |
| 1984年11月1日  | 古舘伊知郎『大過激』                                                                                           | 昭和の恋の物語 おーっと!俺を呼んでるぜ | 作詞：サンプラザ中野、作曲・編曲：西村昌敏 作詞：つかもとひろあき・サンプラザ中野、作曲・編曲：中崎英也 |
| 1985年8月25日  | セブンティーンクラブ『バージン・クライシス』                                                                   | バージン・クライシス | 作詞：サンプラザ中野、作曲・編曲：福田裕彦 |
| 1985年12月5日  | 漫画『風呂上がりの夜空に』ビジュアルサウンドシリーズ                                                           | 岩に書いたラブレター〜岩ちゃんのテーマ〜 | 作詞：サンプラザ中野、作曲・編曲：小笠原寛 |
| 1986年5月5日   | 布川敏和『フックンの頭脳改革（歌う4コママンガ）』                                                              | フックンの頭脳改革（歌う4コママンガ） | 作詞：サンプラザ中野、作曲・編曲：福田裕彦 |
| 1987年3月5日   | 小泉今日子『Hippies』                                                                                          | 東の島にブタがいた Vol.2 | 作詞：サンプラザ中野、作曲：ファンキー末吉、編曲：爆風スランプ |
| 1987年8月5日   | TOPS『VEHICLE』                                                                                                | Hold On! I'm Comin' She's A Lady Gimme Dat Ding Vehicle Sugar Baby Love Move Over 黒い炎 Take Me In Your Arms 星に願いを                                          | 作詞・作曲：David Porter - Isaac Hayes／訳詞：山口のばら 作詞・作曲：Paul Anka ／訳詞：山口のばら 作詞・作曲：Albert Hammond - Michael Hazlewood ／訳詞：山口のばら 作詞・作曲：Jim Peterik／訳詞：山口のばら 作詞・作曲：Wayne Bickerton - Tony Waddington ／訳詞：山口のばら 作詞・作曲：Janis Joplin／訳詞：山口のばら 作詞・作曲：Terry Richards & Bill Chase／訳詞：サンプラザ中野 作詞・作曲：Eddie Holland - Lamont Dozier - Brian Holland ／訳詞：山口のばら 作詞・作曲：Leigh Harline - Ned Washington ／訳詞：山口のばら |
| 1988年4月5日   | 小泉今日子『BEAT POP』                                                                                         | パーティー Moon Light | 作詞：サンプラザ中野、作曲：久保田利伸、編曲：松本晃彦 作詞：サンプラザ中野、作曲：久保田利伸、編曲：松本晃彦 |
| 1988年5月21日  | 江口洋介『READY TO GO NINETEEN-TWENTY』                                                                        | ラストシーン | 作詞：山口のばら、作曲：西木栄二 |
| 1988年8月26日  | 生福『内容の無い音楽会』                                                                                       | 47歳の地図 | 作詞：山口のばら、作曲：福田裕彦 |
| 1988年10月21日 | TOPS『Romanesque Champion』                                                                                    | クロコダイル・ロック Loving You プラタナス One More Chance ダンスホール ロマンのChampion It's Japanese Radio Days                                                 | 作詞・作曲：Bernie Taupin - Elton John／訳詞：山口のばら 作詞：サンプラザ中野 作曲：八木正生 作詞：山口のばら 作曲：堀尾哲二 作詞：山口のばら 作曲：黒川敦子 作詞：山口のばら 作曲：黒川敦子 作詞：山口のばら 作曲：鍵山稔 作詞：山口のばら 作曲：関口敏行 |
| 1989年2月8日   | 江口洋介『Something Wild』                                                                                     | ビギナーズ 交差点 | 作詞：山口のばら、作曲：MITSURU 作詞：山口のばら、作曲：西木栄二 |
| 1989年2月25日  | 秋野暢子『Oh!ト・モ・ダ・チ・ハ1000000カラット・ダイヤモンド』                                                 | 君と月まで ぼくが君を知っている | 作詞：山口のばら、作曲：末吉覚、編曲：新田一郎 作詞・作曲：山口のばら、編曲：新田一郎 |
| 1989年11月21日 | 江口洋介『そんなのありかよ』                                                                                   | そんなのありかよ | 作詞：山口のばら、作曲：江口洋介、編曲：西本明 |
| 1990年2月7日   | 江口洋介『DŌDA』                                                                                               | 渋谷脳天フラワー | 作詞：山口のばら、作曲：江口洋介・南明朗、編曲：西本明 |
| 1990年5月1日   | 紳助&バスガス爆発楽団『がってん承知ノ介』                                                                      | がってん承知ノ介 | 作詞：山口のばら、作曲・編曲：つのごうじ |
| 1993年11月13日 | 『ここはグリーン・ウッド ヴォーカル・コレクション』                                                            | 正しい兄弟愛 / 佐々木望 | 作詞：山口のばら、作曲：Newファンキー末吉、編曲：米光亮 |
| 1994年3月25日  | 中崎英也『SHADOW PLAY』                                                                                        | 恋の終わりはいつも | 作詞：サンプラザ中野、作曲・編曲：中崎英也 |
| 1995年4月28日  | 小島裕樹『Try Again』                                                                                          | LOVE | 作詞：サンプラザ中野、作曲・編曲：中崎英也、ブラスアレンジ：村田陽一 |
| 1995年12月16日 | 安達祐実『BiG』                                                                                                | ろっくんろーる中学生 | 作詞：サンプラザ中野、作曲：ファンキー末吉 |
| 1996年10月21日 | 地球防衛団『Brave Love, TIGA』                                                                                 | Brave Love, TIGA | 作詞：サンプラザ中野、作曲：バーベQ和佐田、編曲：福田裕彦 |
| 1996年12月18日 | 西城秀樹『パラサイト・ラヴ』                                                                                   | パラサイト・ラヴ | 作詞：サンプラザ中野、作曲：白石紗澄李、編曲：白石紗澄李・鈴木雅也 |
| 1998年3月4日   | 藤崎詩織（ゲーム「ときめきメモリアル」のメインキャラ、声は金月真美） 『もう一度キスしよう/夢を抱きしめていて』 | もう一度キスしよう | 作詞：サンプラザ中野、作曲・編曲：西脇辰弥 |
| 1998年8月19日  | YURIMARI『スーパースター☆ハムスター』                                                                          | スーパースター☆ハムスター | 作詞：サンプラザ中野、作曲：P･KAWAI |
| 1998年8月19日  | YURIMARI『HELLO,I LOVE YOU.』                                                                                  | HELLO,I LOVE YOU. | 作詞：サンプラザ中野、作曲・編曲：P・KAWAI |
| 1998年10月14日 | YURIMARI『love love dreamer』                                                                                  | love love dreamer | 作詞：サンプラザ中野、作曲：P･KAWAI |
| 1999年1月27日  | YURIMARI『初恋〜はるかなる想い〜』                                                                             | 初恋〜はるかなる想い〜 | 作詞：サンプラザ中野、作曲：P･KAWAI |
| 1999年2月24日  | YURIMARI『Love Love Dreamer』                                                                                  | ZUTTO 愛してる 夢見てる ダイエット天国 YURIMARIでぬりつぶせ TOYBOX anyone ショーウィンドゥ チャンス 未来はコンピューターネットワークの中に これでいいのでしょうか | 作詞：サンプラザ中野 作詞：MARI・サンプラザ中野 作詞：YURI・サンプラザ中野 作詞：サンプラザ中野 |
| 1999年10月21日 | BEGIN『愛を捨てないで』                                                                                        | 愛を捨てないで | 作詞：サンプラザ中野 |
| 2000年3月7日   | 武田鉄矢・水前寺清子『いきてゆく物語』                                                                         | いきてゆく物語 | 作詞：サンプラザ中野、作曲：パッパラー河合 |
| 2000年5月24日  | 地球防衛軍『てえへんだ!!The Earth』、C/W『お休み地球防衛軍』                                                   | てえへんだ!!The Earth お休み地球防衛軍 | 作詞：サンプラザ中野、作曲：パッパラー河合 |
| 2000年8月9日   | Z-1『きめてやるサマーラブ』                                                                                    | きめてやるサマーラブ | 作詞：サンプラザ中野、作曲：P.KAWAI、編曲：P.KAWAI |
| 2001年3月      | NHK全国学校音楽コンクール 課題曲                                                                               | ロボット | 作詞：サンプラザ中野、作曲：福田和禾子、※楽譜（小学校 二部 合唱） |
| 2001年10月24日 | 松たか子『花のように』                                                                                         | 花のように | 作詞：sunplaza、作曲：吉田美智子、編曲：佐橋佳幸 |
| 2002年11月13日 | 松たか子『明日にくちづけを』                                                                                   | Afterimage | 作詞：sunplaza、作曲：松本俊明、編曲：金子飛鳥 |
| 2002年11月20日 | クミコ『愛の讃歌』                                                                                             | 夢見るシャンソン人形〜デジタル人編 | 作詞：サンプラザ中野 |
| 2005年4月6日   | 藤岡正明『たとえば、僕が見た空』                                                                               | 埋没した恋心 | 作詞：サンプラザ中野、作曲：藤岡正明、編曲：水谷公生 |
| 2009年4月8日   | Red Pepper Girls『キャリオキROCK大作戦』                                                                       | Summer Memories 〜水泳部でした〜 | 作詞：サンプラザ中野、作曲：D・A・I （ARIA ASIA）、編曲：熊谷主穀（ARIA ASIA）※公式MVに出演 |
| 2012年3月21日  | 及川光博&THE FANTASTIX『銀河伝説』                                                                             | 星空ダイアモンド | 作詞：サンプラザ中野 |
| 2013年11月6日  | PaniCrew『〜15th Anniversary Best〜 Joker's Anthem』                                                           | 天下盗ったる！ | 作詞：Kim,Chang Hwan・日本語詞：サンプラザ中野くん |
| 2016年9月20日  | ANNA☆S『ANNA☆S JK BEST』                                                                                       | いわずもがなよ | 作詞：サンプラザ中野くん |
| 2017年7月25日  | ANNA☆S『サマラバTIME/ナカマカナ?!』                                                                            | ナカマカナ?! | 作詞：サンプラザ中野くん |
| 2017年8月2日   | ふなっしー『アルクナシ/CHARAMEL』                                                                              | アルクナシ | 作詞：サンプラザ中野くん・ふなっしー/作曲：サンプラザ中野くん※公式MVにも出演 |
| 2018年1月19日  | ETERNAL JOURNEY『花の雪』                                                                                      | 花の雪 | 作詞：サンプラザ中野くん/作曲：オオゼキタク |

## 作曲
- 東京都立大島海洋国際高等学校 校歌 作詞・作曲：サンプラザ中野くん
- 静岡県立駿河総合高等学校 校歌 作詞：田中章義、作曲：サンプラザ中野くん[32]
- 静岡県立天竜高等学校 校歌　作詞：田中章義、作曲：サンプラザ中野くん[33]
- 早稲田大学応援部 「幸せの歌」 作詞・作曲：中野裕貴（1989年）
- 魁!!クロマティ高校ED「クロマティ高校 校歌」 作詞：中旗 潔、作曲：サンプラザ中野、編曲：水谷公生
- 日本ふんどし協会公式応援ソング「フンドシたまらンナー」[34]作詞・作曲：サンプラザ中野くん、編曲：ジミー岩崎
- 「本マグロトロ太郎の唄」 作詞・作曲：サンプラザ中野くん（アニメ作品「本マグロトロ太郎」主題歌）

## 出演

### テレビ
- 笑っていいとも!（フジテレビ） - テレフォンショッキング
  - 1986年2月5日
  - 2007年8月21日
- 桃色学園都市宣言!! St.月桂寺HighSchool（1987年10月 - 1988年3月、フジテレビ） - 国語教師 役
- 噂的達人（TBSテレビ） - ゲスト（早稲田の達人）
- テレビ探偵団 第159回（1990年11月25日、TBSテレビ） - ゲスト
- 徹子の部屋（テレビ朝日）
  - 1994年3月21日
  - 2003年10月17日
  - 2024年10月24日 - パッパラー河合と出演[35]
- ソリトン 金の斧銀の斧 - ゲスト[36] -（1994年9月24日、NHK教育テレビ）
- えびす温泉（1994年10月3日 - 1997年3月27日、テレビ朝日）
- TK MUSIC CLAMP #60（1997年1月15日、フジテレビ）
- 天才てれびくん（1997年10月13日、NHK教育） - ゲスト
- 青春のポップス（1998年10月25日、NHK総合） - ゲスト[37]
- インタラクTV 遊＆知[38]（2001年4月7日 - 2002年3月23日、NHK衛星ハイビジョン） - 司会
- BSエンターテインメント（2002年2月10日、NHK BS2）
- 世紀を刻んだ歌2ボヘミアンラプソディ殺人事件（2002年4月10日、NHK BS2） - 特殊捜査官
- 24ピース（2002年12月11日、TBSテレビ系列） - 第10回監督：サンプラザ中野※翌年の映画「ござれまじ」になる
- おはよう朝日です（2003年4月 - 2005年、朝日放送テレビ） - 火曜コメンテーター
- エクスタシー歌謡（2003年7月、第一興商スターカラオケ）
- タモリ倶楽部（2003年11月7日、テレビ朝日） - ゲスト
- タモリの未来予測TV（2004年2月21日、フジテレビ系列） - スペシャル版ゲスト
- 超絶!モンドリアンチョップ（MONDO21）
- 嗚呼!センリュウ奥の院（2005年5月3日など、テレビ東京） - パネラー
- GO!GO!ガリバーくん（2005年10月2日・10月9日、関西テレビ）ゲスト
- マネーの旅人〜スローライフ北海道〜（2007年、BS日テレ・札幌テレビなど） - レギュラー
- わたしが子どもだったころ 第18回（2007年7月11日、NHK衛星ハイビジョン / 2008年6月9日、NHK総合） - 本人のエピソード再現ドラマ[39]
- 美の巨人たち 日本の建築スペシャル 山田守『日本武道館』（2009年8月29日、テレビ東京）
- 御奉仕バラエティ アゲ↑アゲ↑ プレゼントTV（2011年1月25日、フジテレビ）[40]
- J-POP青春の'80（2012年5月11日、NHK衛星ハイビジョン） - ゲスト
- 極上空間 〜小さなクルマ、大きな未来。〜（BS朝日）
  - 2012年11月17日「サンプラザ中野くん×久住小春」
  - 2018年6月9日「小倉久寛×サンプラザ中野くん」
- ピラメキーノ640（2013年 - 2015年、テレビ東京） - 替え歌コーナー
- 有吉反省会（日本テレビ）
  - 2015年2月22日[41]
  - 2020年9月19日 - 中野くんになりすましたパッパラー河合と共に出演
- 名盤ドキュメント「RCサクセション“シングル・マン”」（2015年5月2日、NHK-BSプレミアム）
- 小室等の新音楽夜話 #45（2015年2月14日、TOKYO MX） - ゲスト
- HAPPY MONDAY BASEBALL 今週のプロ野球とことん予想（2016年5月24日、BSスカパー）
- ひるキュン!（2016年10月 - 2018年3月、TOKYO MX） - 火曜パートナー[42]
- しゃべくりDJ サンプラザ中野くんのミュージックアワー!（2017年5月、歌謡ポップスチャンネル）[43]
  - しゃべくりDJ 杏子＆サンプラザ中野くんのミュージックアワー!（2017年）
- はじっこ革命 そんなとこから、世界は変わる（2018年12月21日、NHK総合テレビ）
- おぎやはぎの愛車遍歴 NO CAR, NO LIFE! #253[44]（2018年12月22日、BS日テレ）
- 年忘れにっぽんの歌（テレビ東京）
  - 第53回（2020年12月31日）
  - 第55回（2022年12月31日）[45]
- 情報番組マチコミ（2021年1月18日・11月19日、テレビ埼玉）
- 見破れ!アクター＆リアクター 〜全部知っているのは誰だ!?〜（2021年5月31日、TBSテレビ）
- 乃木坂スター誕生!（2021年6月22日、日本テレビ）
- 脳ベルヒットスタジオSP #4（2021年8月26日、BSフジ / 2021年9月15日、フジテレビ)
- 相席食堂（2021年10月5日、朝日放送テレビ）
- うたコン「人生は歌と共に」（2021年11月9日、NHK総合）
- 99人のクイーン（2021年11月27日、NHK BSプレミアム） - VTR出演
- 長岡米百俵フェス 〜花火と食と音楽と〜2021（2021年12月18日、WOWOW）
- 月〜金お昼のソングショー ひるソン!（2021年12月21日、テレビ東京）
- ニンゲン観察バラエティ モニタリング（2022年1月27日・5月12日、TBSテレビ）
- とにかく歌詞がすごい名曲スペシャル2（2022年3月30日、BSテレ東）
- 今井了介のおとめし（2022年8月4日・11日、BSJapanext）
- 24時間テレビ 愛は地球を救う45 「会いたい！」（2022年8月28日、日本テレビ）
- 歌える!J-POP 黄金のヒットパレード決定版!（7）（2022年9月24日、NHK BSプレミアム・NHK BS4K）
- CDTVライブ！ライブ！（2022年10月10日・2023年2月27日、TBSテレビ）
- 新・乃木坂スター誕生! #26（2022年10月18日、日本テレビ）
- 霜降り明星のゴールデン☆80'S[46]（2022年11月13日、BSフジ）
- THEカラオケ★バトル 新春SP（2023年1月1日、テレビ東京）
- THE鬼タイジ（2023年4月2日、TBSテレビ）
- 歌える!J-POP黄金のベストアルバム30M（37）[47]（2023年6月25日、NHK BSプレミアム・NHK BS4K） - トークゲスト
- サンデージャポン（2023年7月2日、TBSテレビ） - VTRゲスト
- 24時間テレビ 愛は地球を救う46 「明日のために、今日つながろう。」（2023年8月27日、日本テレビ）
- ぽかぽか - 昭和生まれ芸能人クイズ！（フジテレビ） - 記憶の数だけ歌謡ショーコーナー
  - 2023年10月19日
  - 2023年11月2日
  - 2023年11月16日
  - 2026年11月30日
- NHKのど自慢（2023年10月22日、NHK総合） - ゲスト
- ザ・マジックシアター　オールTV初出しマジック！新春2時間スペシャル（2024年1月2日、BSフジ） - ゲスト
- 昭和歌謡ベストテンDX（2024年2月6日、BS-TBS）
- ハマダ歌謡祭★オオカミ少年（2024年4月19日、TBSテレビ）
- 高見沢俊彦の美味しい音楽 美しいメシ 第32回（2024年6月7日、BS朝日） - ゲスト
- す・またん!（2024年8月14日、読売テレビ）
- 24時間テレビ 愛は地球を救う47（2024年9月1日、日本テレビ）
- ラヴィット!（2024年9月11日、TBS） - ゲスト[48]
- あさイチ（NHK総合） 
  - お掃除ファイトソング「茶渋編」（2024年10月8日）
  - お掃除ファイトソング 「お風呂の追い焚き編」（2025年6月9日）
- テレメンタリー「爆風の絆 日本×中国 架け橋のドラマー」（2024年12月7日、テレビ朝日） - ナレーション[49]
- ラヴィット! 名曲は20選手権 シークレットゲスト（2025年1月30日、TBSテレビ）
- 開運!なんでも鑑定団 - ゲスト（2025年2月18日、テレビ東京）
- X年後の関係者たち 〜あのムーブメントの舞台裏〜「バンドブーム2時間SP」（2025年3月9日、BS-TBS）[50]
- この歌詞が刺さった!グッとフレーズ - ゲスト -（2025年5月3日、TBSテレビ）※「大きな玉ねぎの下で」作詞秘話

### テレビドラマ
- 連続テレビ小説「天花」（2004年、NHK） - 竜之介のバンド仲間・田村 役
- とげ 小市民 倉永晴之の逆襲（2016年10月8日 - 11月23日、東海テレビ） - 中友茂洋 役

### テレビアニメ
- アストロボーイ・鉄腕アトム（2003年6月1日、フジテレビ） - フランケン 役
- おでんくん（2005年、NHK教育） - ボブ 役
- テレビアニメ「本マグロトロ太郎」（2007年7月7日 - 2008年3月29日、テレビ東京） - ファイテンション☆スクール内フラッシュアニメ番組。原案・脚本・監督・音楽・歌・声の出演などほぼ全てに携わっている

### ラジオ
- サンプラザ中野のオールナイトニッポン（1985年4月26日 - 1987年10月9日、ニッポン放送）
- スーパーFMマガジン サンプラザ中野ののるそる（1989年4月 - 1990年3月、JFN系ネット） - 木曜日担当。パッパラー河合と共演
- 今夜も熱帯夜（1992年頃、TBSラジオ）
- サンプラザ中野・中野ヤング館（1993年4月5日 - 1994年9月30日、TBSラジオ『岸谷五朗の東京RADIO CLUB』内の内包番組）
- サンプラザ中野のマネーランナー（2005年10月2日 - 2009年12月27日、AIR-G’ FM北海道） - 改名とともに番組名も「サンプラザ中野くんのマネーランナー」となった
- サンプラザ中野くんのDO NIGHT!?（2008年11月15日 - 2009年4月4日、文化放送）
- SATURDAY FUN（2010年4月3日 -2025年3月29日、AIR-G'、毎週土曜日12時-12時50分） - レギュラー出演
- Kakiiin（2010年10月 - 2011年3月、TBSラジオ） - Legend 20時台木曜レギュラー
- サンプラザ中野くんのせたがやたがやせ（2010年10月 - 2015年3月、エフエム世田谷・Ustream）
- 三宅裕司のサンデーヒットパラダイス（2011年9月11日・18日・25日、ニッポン放送） - 三宅裕司療養に伴う欠席時の代行
- サンプラザ中野くんのFXトラの巻（2012年4月4日 - 6月27日、ラジオNIKKEI）
- サンプラザ中野くんのどえランナー（2015年3月31日 - 2017年9月、東海ラジオ） - 毎週火曜日12時24分頃-40分頃まで12分間。アシスタント：肉野バンバンジー
- サンプラザ中野のオールナイトニッポンプレミアム（2018年1月3日、ニッポン放送）
- サンプラザ中野くんのRunner2020（2018年4月4日 - 2020年9月30日、ミュージックバード制作・コミュニティFMネット） - アシスタント：肉野バンバンジー
- ディスカバー・クイーン（2021年4月4日 - 2022年4月3日、NHK-FM） - 毎週日曜21時 - 22時、メインDJ
- ラジオ深夜便（2023年8月26日、NHKラジオ第1放送） - 「謎解きうたことば」ゲスト
- ハラミちゃんのハラミファソRadio♪（2024年5月2日、JFN系30局ネット） - ゲスト
- サンプラザ中野くんのオールナイトニッポンGOLD（2024年8月9日、ニッポン放送系列）
- 坂本美雨のディア・フレンズ（2024年9月5日、TOKYO FM） - パッパラー河合と爆風スランプとしてゲスト出演
- 大竹まこと ゴールデンラジオ!（2024年9月12日、文化放送） - パッパラー河合と爆風スランプとしてゲスト出演
- otonanoラジオ #263（2024年10月14日、FMヨコハマ）

### 舞台
- 鉄人28号（2009年） - 大塚署長 役
- シーボルト父子伝〜蒼い目のサムライ〜2022（再々演）（2022年8月14日、築地ブディストホール） - 昼公演にゲスト出演
- シーボルト来航200年／ウィーン万博150周年記念公演 シーボルト父子伝 〜蒼い目のサムライ〜 新たなる船出（2023年9月2日、銀座博品館劇場） - 昼公演にゲスト出演
- 久馬歩責任編集月刊コント16周年グランド号（2025年7月9日、なんばグランド花月）

### 映画
- 星くず兄弟の伝説（1985年） - ガードマンA 役 ※サンプラザ中野名義
- みんなあげちゃう（1987年、アニメ映画・OVA） - 声の出演
- バトルヒーター（1989年） - 僧侶 役
- アトランタ・ブギ（1996年） - ケーブルテレビ局員 役
- 白痴（1999年） - パーティ客 役
- ござれまじ（2003年4月26日） - オムニバス作品監督
- Colors（2006年7月15日）
- カルテット!（2011年） - 渡辺雄介 役
- 星くず兄弟の新たな伝説（2018年） - 酒場に乱入する男 役
- 大きな玉ねぎの下で（2025年） - サンプラザ中野くん（本人役）

### CM
- 麒麟麦酒「キリンラガービール」『証言シリーズ』（1989年）[51]

### CMソング
- はごろもフーズ「パパッとライス」（2003年）
- 大阪ガス「サービスショップ」（2007年 - ） - ロザンの菅広文が出演、CMのクレジットは旧芸名のまま変更されていない
- JT「ルーツ・トリプルフリー」（2010年3月 - ） - 科学忍者隊ガッチャマンのOPテーマ『ガッチャマンの歌』の替え歌を歌唱。CMキャラクターはネプチューン
- カゴメ「かけるトマト」（2013年4月20日 - 、爆風スランプの『Runner』を替え歌にしてセルフカバー
- 味覚糖「Sozaiのまんまシリーズ・コロッケのまんま」『第3章 コロッケのまんま 揚げ物アニメ「下町コロッケのまんま EVOLUTION 〜大きな玉ねぎの下で〜」』（2019年 - ） - アニメーションCMにサンプラザ中野くん本人のキャラクターも登場し、声の出演もしている。『大きな玉ねぎの下で（令和元年 Ver.）』を歌唱[52]

### コラム
- Yahoo!ファイナンスコラム「お金はおっかねー」
- マネックス証券「サンプラザ中野くんの株式ロックンロール」

### 雑誌
- 宝島 対談連載「サンプラザ中野の部屋」（1985年10月号 - 1987年3月号、JICC出版局）
  - 第1回よしだみつぐ（コンセントピックス）
  - 第2回河合その子
  - 第3回まついなつき
  - 第4回武内亨
  - 第5回戸川京子
  - 第6回世良公則
  - 第7回ダンプ松本
  - 第8回爆風スランプ
  - 第9回荻野目洋子
  - 第10回忌野清志郎
  - 第11回リリーズ
  - 第12回原田知世
  - 第13回久和ひとみ
  - 第14回夢工場
  - 第15回原島宏和
  - 第16回小幡洋子
  - 第17回おきゃんぴー
  - 第18回今井美樹

### 講義
- 「もっとディスカバー・クイーン！」（2022年4月 - ほぼ毎月第3日曜日に開催中。NHKカルチャー 青山教室）オンライン講義も有

### 主なオンライン記事
- 東葛高校100周年記念事業 お祝いのメッセージVol.2 - ミュージシャン 爆風スランプ[53]（2023年5月、東葛飾高等学校同窓会）
- 中野のオーラルヒストリー[54]「ありがとう中野サンプラザ 50年の軌跡　サンプラザ中野くん＆パッパラー河合さん」（2023年5月18日、中野区公式ホームページ）
- EPIC 45th Anniversary PLAYLIST #01 サンプラザ中野くん 隣の芝生も青かった[55]（2023年7月27日、ソニー・ミュージックエンタテインメント）
- 爆風スランプ 40周年イヤー インタビュー取材（2024年8月25日、アミューズ）[56]
- サンプラザ中野くんの「THE CHANGE」インタビュー〈全5回〉（2024年8月 - 9月、双葉社）
  - 第1回（2024年8月25日、双葉社） [57]
  - 第2回（2024年8月25日、双葉社）[58]
  - 第3回（2024年9月1日、双葉社）[59]
  - 第4回（2024年9月8日、双葉社）[60]
  - 第5回（2024年9月15日、双葉社） [61]
- アーティストの音楽履歴書 第51回 サンプラザ中野くん（2024年10月11日、音楽ナタリー）[62]
- 爆風スランプ 40th Anniversary BEST ALBUM『IKIGAI 2024』インタビュー ―いま聴くべき最新の爆風スランプ（2024年10月23日、encore）[63]
- THEN & NOW　時を超えるアーティスト（2024年10月24日、Cocotame）
  - 爆風スランプ・サンプラザ中野くんインタビュー①[64]
  - 爆風スランプ・サンプラザ中野くんインタビュー② [65]
- THE GOLD 60 爆風スランプインタビュー[66]
- ベストカーWEB 2025年1月10日号 「私とクルマの関係」Vol.40 [67]

## 書籍

### 「サンプラザ中野」名義
- 「終わる恋じゃねぇだろ」（1987年10月1日、CBS・ソニー出版） - エッセイ&詩集
- 「青春ピコピコポコポコ」（1992年12月1日、CBS・ソニー出版）
- 「痩せ方上手―サンプラザ中野の簡単“健幸”マニュアル」（2003年1月1日、講談社）
- 「走る塾」（2004年8月1日、発売青春出版社） - 増田明美との共著
- 「サンプラザ中野と川口一晃の株価チャートここだけ見ればいい」（2005年4月1日、青春出版社） - 川口一晃との共著
- 「大きな玉ネギの下で〜story of 85’〜」（2005年4月26日、講談社）単行本、CD付
- 「小説　大きな玉ネギの下で」（2007年5月15日、講談社文庫） - 2005年発売の「大きな玉ネギの下で〜story of 85’〜」単行本を改題、文庫本化
- 「サードラブ」（2007年7月12日、講談社）

### 「サンプラザホメオパス中野」名義
- 「平和なカラダ」ユビキタスタジオ（2007年8月1日発売）

### 「サンプラザ中野くん」名義
- 「おさんぽ　おさんぽ」文：サンプラザ中野くん こどもチャレンジ えほんばこ2・3さい（2009年10月、ベネッセ）
- 「聖地セドナの歩き方」（2012年3月9日、宝島社）
- 「サンプラザ中野くんの125歳まで楽しく生きる健幸大作戦」（2014年7月29日、ファミマ・ドット・コム）
- 「ディスカバー・クイーン THE BOOK」シンコー・ミュージック（2022年9月24日、NHK-FM『ディスカバー・クイーン』制作班）

### 関連書籍
- 「噂的達人（うわさのたつじん）＜Vol.3＞」- 早稲田の達人 サンプラザ中野 - 東京放送/時空工房 編（1989年9月1日、CBS・ソニー出版）
- 「音楽遊戯：鴻上尚史対談集」 鴻上尚史（1988年5月17日、株式会社シンコーミュージック、中野とのインタビューp.88-p.99）
- 「BAND LIFE―バンドマン20人の音楽人生劇場独白インタビュー集」吉田豪（2008年5月1日、ISBN 9784862016140、メディアックス、中野のインタビューp.134-p.147）
- 「秘伝オールナイトニッポン〜奇跡のオンエアはなぜ生まれたか〜」[68] 亀渕昭信（2023年3月31日、ISBN 9784098254477、

小学館新書）※サンプラザ中野のオールナイトニッポン担当の松島宏ディレクター（当時）が中野の番組を解説

## 主なライブ
- 2003年12月1日 - Act Against AIDS 2003 「THE VARIETY 11」
- 2006年8月26日・27日 - THE 夢人島 Fes.2006 WOW!! 紅白! エンタのフレンドパーク Hey Heyステーション…に泊まろう!
- 2007年12月1日 - Act Against AIDS 2007「15年かヨ!全員集合」
- 2008年10月25日 - マキタ学級大文化祭 2008
- 2009年12月1日 - Act Against AIDS 2008「THE VARIETY」
- 2010年12月1日 - Act Against AIDS 2010 感謝まつり THE VARIETY ジュワッチ!（18）
- 2011年1月19日 - さよならヤマハ渋谷店コンサート
- 2011年7月10日 - 音霊 OTODAMA SEA STUDIO 2011 「浜辺の音楽会 2011'」（逗子海岸）
- 2011年12月1日 - Act Against AIDS 2011「THE VARIETY 19 -頑張れ!東北-」
- 2012年7月13日 - 音霊 OTODAMA SEA STUDIO 2012 「初夏の音楽祭」（逗子海岸）
- 2012年10月20日 - TKF大祭り たむらけんじ芸歴20周年LIVE
- 2012年11月30日・12月1日 - Act Against AIDS 2012 「THE VARIETY 20」
- 2013年12月1日 - Act Against AIDS 2013 THE VARIETY 21
- 2014年6月28日 - 沖縄からうた開き!うたの日コンサート2014 in嘉手納
- 2014年12月1日 - Act Against AIDS 2014 「THE VARIETY 22」
- 2015年5月30日 - 六魂Fes!（秋田市八橋運動公園内）
- 2016年9月27日 - BACK TO THE GOOD DAYS 【男祭り】
- 2016年12月1日 - Act Against AIDS 2016「THE VARIETY 24」〜魂の俳優大熱唱!助けてミュージシャン!〜
- 2017年10月19日 - サンプラザ中野くん Style #0
- 2017年12月1日 - Act Against AIDS 2017「THE VARIETY 25」
- 2018年2月24日 - サンプラザ中野くん Style #1
- 2018年3月3日 - 青春ヒットソンググラフティ
- 2018年5月13日 - 栄ミナミ音楽祭'18
- 2018年5月14日 - サンプラザ中野くん Style #2
- 2018年6月24日 - アミューズ第40期定時株主総会後イベント（両国国技館）[69]
- 2018年7月7日 - THE MUSIC DAY 伝えたい歌
- 2018年7月14日 - 音楽の日
- 2018年7月24日 - OTODAMA SEA STUDIO 2018「FRIENDS ON THE BEACH 2018」
- 2018年7月28日 - 8フェス
- 2018年9月9日 - TiARY TV Fes!! Powered by Tokyo Street Collection
- 2018年10月6日 - 長岡米百俵フェス 〜花火と食と音楽と〜2018
- 2018年10月13日 - 「グッドストックフェスティバル2018」
- 2018年10月16日〜23日 - サンプラザ中野くん Style #3（東名阪ツアー）
- 2018年12月2日 - Act Against AIDS 2018 LIVE in Centrair
- 2019年2月26日 - 江川ほーじんチャリティーミニライブ
- 2019年5月4日 - NIIGATA RAINBOW ROCK 2019
- 2019年5月12日 - 栄ミナミ音楽祭'19
- 2019年6月16日 - YATSUI FESTIVAL! 2019
- 2019年6月29日 - CURRY&MUSIC JAPAN 2019
- 2019年7月13日 - 音楽の日
- 2019年7月28日 - 8フェス
- 2019年8月17日 - 水祭-suisai-
- 2019年8月31日 - オカモトラバーズ研究所 presents サンプラザ中野くん Style #4
- 2019年9月28日 - 第3回 常滑お笑いEXPO in 知多半島 「GOJISAT.ROCK WAVE 2019」
- 2019年12月13日 - サンプラザ中野くん Style #5『突撃！チェルシーホテル’19』
- 2020年2月15日 - LIVE EMPOWER CHILDREN 2020 Supported by Aflac
- 2020年6月20日 - ONLINE YATSUI FESTIVAL! 2020
- 2020年7月18日 - 音楽の日
- 2020年9月8日 - うたコン「わたしたちには歌がある!」(19)
- 2020年9月26日 - 『祝・初公演だぜ！爆夢の中野サンプラザワンマンライブ！「感謝還暦」サンプラザ中野くん&パッパラー河合 supported by オカモトラバーズ研究所』[70]（WOWOW同時生中継）
- 2020年10月10日 - 長岡米百俵フェス 〜花火と食と音楽と〜2020
- 2021年10月13日 - 昭和フェスVol.2
- 2021年11月26日〜12月10日 - 爆夢サンちゃんライブS&Pスペシャル2021 -（札幌、名古屋、大阪、東京）
- 2021年12月18日 - 長岡米百俵フェス 〜花火と食と音楽と〜2021
- 2022年3月21日 - TOKATSUうたフェス2022 in 流山おおたかの森
- 2022年4月9日・10日 - Oneasia fes 2022 〜日中文化交流フェスティバル〜 ※パッパラー河合との出演は10日のみ
- 2022年4月24日〜5月8日 - 東北風土マラソン＆フェスティバル2022 ※スペシャルライブ出演は24日のみ
- 2022年4月24日 - 第11回高橋尚子杯ぎふ清流ハーフマラソン
- 2022年5月3日 - 音街かしわ2022（柏駅東口ダブルデッキ）
- 2022年6月4日 - ベトナムフェスティバル2022（代々木公園イベント広場）
- 2022年6月17日 - 阪神タイガース トラフェスvol.1（阪神甲子園球場）
- 2022年8月7日 - 小倉久寛PRESENTS「テケテケな夏」2022[71]ゲスト出演（東京 Grand Maison ORENO）
- 2022年9月10日 - 北ガスグループ 6時間リレーマラソン in 札幌ドーム 2022（札幌ドーム）
- 2022年9月22日 - 「NO!RED 日本武道館への道！〜J-ROCK　REUNION〜」VOL.2 ゲスト出演（多摩市民館大ホール）
- 2022年9月25日 - 日中交流フェスティバル2022（代々木公園イベントスペース）
- 2022年10月9日 - おおいた夢色音楽祭2022（大分市 祝祭の広場）
- 2022年10月10日 - 「PATi-PATi×GB『THE GREATEST HITS』supported by Live TOMATO（パシフィコ横浜 国立大ホール）
- 2022年10月16日 - サッカーJ2 大分トリニータ ホーム戦 来場ゲスト（昭和電工ドーム大分）
- 2022年10月22日 - 明日香音魂祭2022（国営飛鳥歴史公園　高松塚周辺地区）
- 2022年11月6日 - ちばアクアラインマラソン2022（千葉県木更津市）
- 2022年11月26日 - Act Against Anything VOL.2「THE VARIETY 28」（パシフィコ横浜 国立大ホール）
- 2023年3月12日 - 中野ランニングフェスタ2023（東京都　中野四季の森公園）
- 2023年4月8日 - 池袋ベトナムフェスティバル2023（池袋西口公園野外劇場 グローバルリング シアター）
- 2023年4月23日 - 高橋尚子杯ぎふ清流ハーフマラソン2023 （岐阜メモリアルセンター）
- 2023年5月7日 - B.LEAGUE 2022-23 SEASON アルバルク東京　第36節 名古屋ダイヤモンドドルフィンズ戦 ハーフタイムショー　（国立代々木競技場 第一体育館）
- 2023年5月27日 - ラオスフェスティバル2023（代々木公園イベント広場）
- 2023年6月4日 - 2023JFE西日本フェスタinふくやま（JFEスチール西日本製鉄所 福山地区）
- 2023年6月10日 - ベトナムフェスティバル2023大阪（大阪城公園 太陽の広場）
- 2023年6月12日 - Asia Berlin Summit（ドイツ ベルリン市庁舎）
- 2023年6月30日 - はっつぁん祭2023（学芸大学メイプルハウス）
- 2023年7月16日 - 北ガスグループ 6時間リレーマラソン in 札幌ドーム 2022（札幌ドーム）
- 2023年7月17日 - さよなら中野サンプラザ感謝祭（中野サンプラザ前広場屋外ステージ）
- 2023年7月29日 - 小倉久寛PRESENTS「テケテケな夏」2023[72]ゲスト出演（港区南青山 BAROOM）
- 2023年7月30日 - 川口市制施行90周年記念　第43回たたら祭り（川口オートレース場）
- 2023年8月5日 - 第72回大須夏まつり[73]（名古屋市大須観音境内）
- 2023年8月6日 - 鈴鹿8耐 8フェス!LIVE（鈴鹿サーキット・8フェス!LIVEステージ）
- 2023年8月19日 - 遠野ホップ収穫祭2023 - スペシャルライブ -（岩手県遠野市 蔵の道ひろば）※イベントは8月19日・20日の両日開催
- 2023年9月10日 - チャイナフェスティバル2023（代々木公園イベント広場野外ステージ）※イベントは9月9日・10日の両日開催
- 2023年10月15日 - でちこんか2023（愛媛県北宇和郡鬼北町）
- 2023年10月29日 - 新横浜パフォーマンス2023 - スーパードリームライブ -（新横浜駅前西広場特設ステージ）
- 2023年11月4日 - 音街かしわ×柏高島屋50周年Special!!（柏高島屋3階エントランスステージ）
- 2023年11月18日 - KANAGAWA FESTIVAL in HANOI 2023（ベトナム・ハノイ市戦没者記念像広場）
- 2023年12月1日 - RED RIBBON LIVE 2023 今起きている自分事〜エイズと映画とRock＆Sports〜（ヒューリックホール東京）
- 2023年12月2日 - 「オトナ・バンドフェス2023 THE FINAL」特別審査員・スペシャルライブ（愛知県・CBCホール）
- 2023年12月31日 - 「イヤーエンドディナーショー」（帝国ホテル東京）
- 2024年3月10日 - 中野ランニングフェスタ2024 - イベントゲスト出演（中野四季の森公園）
- 2024年4月6日 - 池袋ベトナムフェスティバル Pray For Japan 2024（池袋西口公園野外劇場グローバルリングシアター）
- 2024年4月21日 - 東北風土マラソン＆フェスティバル2024（宮城県登米市、長沼フートピア・トヨテツの丘公園）
- 2024年4月28日 - 高橋尚子杯ぎふ清流ハーフマラソン2024（岐阜メモリアルセンター）
- 2024年5月10日 - アルバルク東京　日本生命 B.LEAGUE QUARTERFINALS 2023-24 GAME1 ハーフタイムショー（有明コロシアム）
- 2024年5月20日 - 柏市制施行70周年記念事業「プレイバック柏 そして、新しい物語へ…」駅前デッキスペシャルライブ（旧そごう柏店前ステージ）
- 2024年5月26日 - ラオスフェスティバル2024（代々木公園イベント広場）
- 2024年6月2日 - ベトナムフェスティバル2024（代々木公園イベント広場）
- 2024年7月14日 - TEENS ROCK IN KASHIWA（ららぽーと柏の葉センタープラザ）※ゲスト審査員＆ミニライブ
- 2024年8月4日 - ゲスト - ハラミちゃん音祭り2024（横浜BUNTAI）
- 2024年8月19日 - お台場冒険王 めざましライブ（お台場冒険王 ISLAND♡STUDIUM）
- 2024年9月6日 - 黒フェス2024（豊洲PIT）
- 2024年12月8日 - 第7回かみじま音楽祭「奏ゆめしまファンファーレ」〜20thAniversary〜（愛媛県上島町弓削体育館）
- 2024年12月13日 - サンプラザ中野くんとパッパラー河合の"IKIGAIツアー"アフターパーティ（六本木バードランド）
- 2024年12月31日 - ももいろ歌合戦（日本武道館）
- 2025年2月9日 - OSAKA AUTO MESSE×FM802・FM COCOLO MUSIC PIT（インテックス大阪）
- 2025年3月9日 - 中野ランニングフェスタ2025 - イベントゲスト出演（中野四季の森公園）
- 2025年3月15日 - きいやま農園ライブ2025（沖縄県石垣島・南ぬ浜町緑地公園 特設ステージ）※シークレットゲスト
- 2025年3月19日 - 倉敷音楽祭「サンプラザ中野くんLIVE」（倉敷市芸文館 ホール）
- 2025年3月23日 - JOYFUL SPRING 音街かしわ×柏髙島屋 （柏髙島屋本館3階エントランスステージ）
- 2025年4月20日 - 東北風土マラソン＆フェスティバル2025（宮城県登米市 長沼フートピア・トヨテツの丘公園）
- 2025年4月26日、27日 - 高橋尚子杯ぎふ清流ハーフマラソン2025（岐阜メモリアルセンター）
- 2025年5月17日 - ABB FIA フォーミュラE世界選手権 東京大会（東京ビッグサイト）
- 2025年5月24日 - ラオスフェスティバル2025（代々木公園イベント広場）
- 2025年5月31日 - 能登復幸フェスタ（石川県七尾市 のと里山里海ミュージアム 能登歴史公園）
- 2025年6月1日 - ベトナムフェスティバル（代々木公園イベント広場）
- 2025年7月3日 - サンプラザ中野くん Style feat.千秋（コットンクラブ）
- 2025年7月5日 - Evolvin GOLF ROCK FES 2025（岡山県笠岡市 JFE瀬戸内海ゴルフ倶楽部）
- 2025年7月19日 - 太陽の家60周年記念納涼大会（大分県別府市 社会福祉法人太陽の家）
- 2025年8月2日 - 第47回菊陽町夏祭り（熊本県菊池郡菊陽町 杉並木公園さんさん ふれあい広場）